# Narcís Jubany i Arnau
Narcís Jubany i Arnau (Santa Coloma de Farners, 12 d'agost de 1913 - Barcelona, 26 de desembre de 1996) fou un bisbe i cardenal català.

## Biografia
Va néixer el 12 d'agost de 1913 a la ciutat de Santa Coloma de Farners, població situada a la comarca de la Selva. Estudià al Seminari Conciliar de Barcelona, on fou ordenat sacerdot el 30 de juliol de 1939. Posteriorment es doctorà en teologia a la Universitat Pontifícia de Comillas i en dret canònic a la Pontifícia Universitat Gregoriana de Roma.
A Barcelona fou professor de teologia al seminari i vice-consiliari d'Acció Catòlica del bisbat.
L'any 1991 fou guardonat amb la Medalla d'Or de la Generalitat de Catalunya. Morí a Barcelona el 26 de desembre de 1996 i fou enterrat a la capella de la Mare de Déu de l'Alegria de la catedral de Barcelona.

## Activitat religiosa
El 1954 el nomenaren canonge de la catedral de Barcelona i oficial del tribunal diocesà. El 1955 fou consagrat bisbe titular d'Ortosia di Fenicia i nomenat bisbe auxiliar de Barcelona. Va participar en el Concili Vaticà II (1962-1965).
El 7 de febrer de 1964 fou nomenat bisbe de Girona. Pocs dies després la seu barcelonina, de la qual havia estat auxiliar, fou elevada a arxidiòcesi, sostreta a la metropolitana de Tarragona, de la qual era sufragània des del segle iv, i vinculada directament a la Santa Seu.
El 3 de desembre de 1971 fou nomenat arquebisbe de Barcelona, en substitució del protestat Marcelo González Martín (1966-1971), que havia estat objecte de blasme general i contra el qual havia estat endegada la sorollosa campanya "Volem bisbes catalans", de ressò internacional. El nou arquebisbe comptava amb quatre bisbes auxiliars, tots també catalans.
El 5 de març de 1973 l'arquebisbe Jubany fou nomenat cardenal del títol de San Lorenzo in Damaso i en aquesta condició participà en els dos conclaves d'agost i d'octubre de 1978. El 1981 el papa Joan Pau II el nomenà membre del consell de cardenals per a l'estudi dels problemes econòmics i organitzatius de la Santa Seu.
El 23 de març de 1990 fou acceptada la seva dimissió com a arquebisbe de Barcelona per raons d'edat, i el 1993, puix que havia assolit els vuitanta anys, va perdre la condició de cardenal elector.
Entre altres obres, havia publicat El voto de castidad en la ordenación sagrada (1952, una de les seves tesis doctorals) i El diaconado y el celibato eclesiástico (1964). El 1992 fou publicada una miscel·lània en honor seu.